# 克朗河畔邦日
克朗河畔邦日（法語：Bengy-sur-Craon，法語發音：[bɑ̃ʒi syʁ kʁɑ̃]）是法国谢尔省的一个市镇，位于该省中部偏东，属于布尔日区。

## 地理
克朗河畔邦日（47°0'1"N, 2°44'52"E）面积35.24 平方千米，位于法国中央-卢瓦尔河谷大区谢尔省，该省份为法国中部省份，北起卢瓦雷省，西接卢瓦-谢尔省和安德尔省，南至克勒兹省，东南接阿列省，东临涅夫勒省。
与克朗河畔邦日接壤的市镇（或旧市镇、城区）包括：阿沃尔、科尔尼斯、弗拉维尼、瑞西香槟、内龙德、雷蒙、唐德龙、博日。
克朗河畔邦日的时区为UTC+01:00、UTC+02:00（夏令时）。

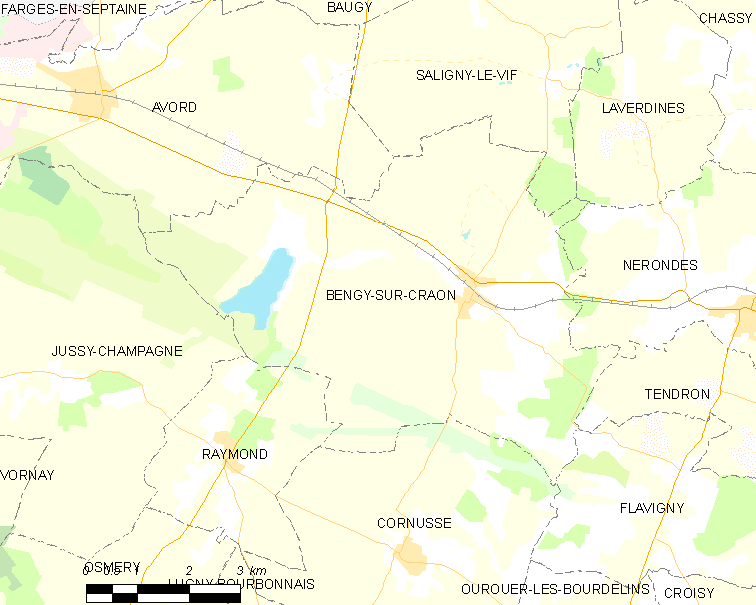
克朗河畔邦日的OSM定位图

## 行政
克朗河畔邦日的邮政编码为18520，INSEE市镇编码为18027。

## 政治
克朗河畔邦日所属的省级选区为阿沃尔县。

## 人口

1962-2008年间克朗河畔邦日人口变化图示

克朗河畔邦日于2022年1月1日时的人口数量为636人。